# Gary Rydstrom
Gary Roger Rydstrom (ur. 1959) – amerykański reżyser dźwięku, montażysta i reżyser, siedmiokrotny laureat Nagrody Akademii Filmowej.

## Wyróżnienia[1]
Nagrody Akademii Filmowej: 7 nagród/19 nominacji. Pierwsze 2 Oskary w swojej karierze Gary Rydstrom otrzymał za muzykę do filmu Terminator 2 w 1992.
Nagrody Motion Picture Sound Editors - Golden Reel Award: 12 nagrody/5 nominacji
Nagrody Cinema Audio Society - C.A.S Award: 2 nagrody/5 nominacji
Nagrody BAFTA Awards: 2 nagrody/5 nominacji